# Nina Métayer
Nina Métayer (* 2. Mai 1988 in La Rochelle, Charente-Maritime) ist eine französische Patissière. Sie wurde 2016 vom Magazin Le Chef und 2017 vom Restaurantführer Gault et Millau als beste Patissière des Jahres (meilleur pâtissier de l’année) ausgezeichnet. 2023 wurde sie zur besten Patissière der Welt (meilleure pâtissière mondiale) gewählt. Der Titel wird von der Union internationale des boulangers et pâtissiers (UIBC, Internationale Vereinigung der Bäcker und Konditoren) vergeben. Sie ist die erste Frau, die diesen Titel errungen hat.

## Leben

### Ausbildung und Karriere
Nina Métayer wurde 1988 in La Rochelle geboren. Ihre Eltern arbeiteten zeitweise als Gastro-Journalisten. Im Alter von 16 Jahren reiste sie nach Mexiko, wo sie Bilingualität für Spanisch erreichte. Sie entdeckte ihre Passion für die Konditorei durch ein französisches Konditoren-Ehepaar, das sie dort kennenlernte. Sie erwarb ein Baccalauréat in Literatur, bevor sie ein staatlich anerkanntes Certificat d’aptitude professionnelle (CAP) in Konditorei abschloss. Sie arbeitete als Lehrling bei Paillat in La Rochelle und ging im Alter von 20 Jahren nach Australien, um dort zu arbeiten. Sie begann in Melbourne in einer Konditorei-Kette, die in Dunsborough nahe von Busselton, Darwin und Port Douglas Filialen hatte.
Zurück in Frankreich erwarb sie 2009 einen weiteren CAP für Konditorei an der École Ferrandi Paris. Nach dem Abschluss begann sie als Patissière im Hôtel Le Meurice in Paris, unter der Aufsicht von Yannick Alléno, dem Chef de l’Époque, und Camille Lesecq, dem damaligen Chef Pâtissier du Moment. Sie selbst wurde Demi-Chef de Partie.
Anschließend trat sie ins Hôtel Raphael ein, dessen Gourmetrestaurant damals von Amandine Chaignot (* 1979) geleitet wurde. Chaignot gab ihr den Posten der Chef-Konditorin (chef pâtissier). Dort wurde sie erstmals für ihre charakteristische Île Flottante Exotique (Schnee-Eier) von der Atabula-Website wahrgenommen, die ihr Dessert als eines der besten des Jahres 2014 einstufte.
Im September 2015 wurde sie von Jean-François Piège als Konditorin verpflichtet, der daraufhin sein Grand Restaurant eröffnete. Das Restaurant erhielt im Februar 2016 zwei Sterne im Guide Michelin.
2017 wurde Métayer von Andrey Dellos eingestellt, dem Eigentümer und Gründer der Gruppe Maison Dellos, um die Verantwortung für süße Kreationen für die Café-Pouchkine-Gruppe (Кафе Пушкинъ) zu übernehmen, eine Position, die zuvor Julien Alvarez innehatte, und entwickelte als Leiterin der süßen Kreationen ein Sortiment für den internationalen Vertrieb, von China bis Russland, über Frankreich und Katar. Sie gibt außerdem Meisterkurse (masterclass) in mehreren Ländern, gehört der Jury von Wettbewerben wie dem Bocuse d’Or oder den alle drei Jahre in Paris stattfindenden World Chocolate Masters an und nimmt an verschiedenen Fernsehshows teil.
Im Jahr 2019 machte sich Metayer selbstständig und beriet in den Bereichen Haute Pastry (Luxus-Bäckerei) und Geschäftsentwicklung. Sie kündigte die Eröffnung ihrer eigenen Bäckerei und Konditorei in London im Mercato Metropolitano an, einem food market im Süden der Stadt. In diesem ehemaligen Kirchengebäude St. Mark gehörte sie zu den Gründungsbetreiberinnen. Anschließend eröffnete sie ein zweites Geschäft in der Nähe der Oxford Street.
Sie entwickelte Projekte in Frankreich und weltweit, trug bereits zur Eröffnung von drei Lokalen in London bei und gab den Speisekarten des 1931 Café von Jaeger-LeCoultre in drei Ländern ihr Gepräge sowie den Speisekarten des Chaoyi Buer in Shanghai und des Nina Métayer Café in Riad.
Im Jahr 2020 eröffnete sie Délicatisserie, ihre erste Pariser Konditorei in Issy-les-Moulineaux, anfangs nur als Internethandel, bevor sie sich Anfang 2021 auch bei Printemps du Goût niederließ.
Während ihr Buch Délicate Pâtisserie bei Éditions La Martinière am 7. Oktober 2021 erschien, widmete sich Nina Métayer auch der Vorbereitung auf den 27. Concours des Meilleurs Ouvriers de France im Bereich Feinbäckerei und Konditorei.
Am 25. Oktober 2023 gewann sie als erste Frau den Weltmeistertitel als beste Konditorin des Jahres (meilleur pâtissier de l’année). Diese Auszeichnung wird von der Union internationale des boulangers et pâtissiers (UIBC) verliehen.

## Familie
Métayer ist verheiratet und Mutter von zwei Töchtern.

## In den Medien
Métayer trat in verschiedenen Fernsehprogrammen in Frankreich auf, zum Beispiel Le Meilleur Pâtissier auf M6 und Sucrément bon auf Téva.
2015 nahm sie an der Staffel 3 der Serie Qui sera le prochain grand pâtissier? (Wer wird der nächste große Konditor?) bei France 2 teil. Sie erreichte den dritten Platz.
2017 war sie Teil der Jury des Bocuse d’Or.

## Auszeichnungen
- 2016: Le meilleur dessert des Guide Lebey[13]
- 2016: Pâtissière de l’Année 2016 des Le Chef[14]
- 2016: Pâtissière de l’Année 2017 des Gault et Millau[15]
- 2017: Pâtissier de l’Année, GQ Russia.
- 2017: Eclaireur, Vanity Fair[16]
- 2017: 1. Platz der Palmarès des-de 30 ans, Classement Atabula[17]
- 2022: Lauréate du Talent de l’Audace. Centre du luxe et de la création[18]
- 2023: Meilleur Pâtissier du Monde
- 2024: Ritterin des Ordre national du Mérite[19]

## Veröffentlichungen
- Nina Métayer, Annabelle Schachmes: Les choux. Éditions First, Paris, 2015, ISBN 978-2-7540-7562-6.
- Nina Métayer, Mathieu Salomé: La Délicate Pâtisserie: 60 recettes pour une pédagogie en douceur. Éditions de la Martinière, Paris, 2021, ISBN 978-2-7324-9743-3.